# Kanton Saint-Quentin-Centre
Saint-Quentin-Centre is een voormalig kanton van het Franse departement Aisne. Het kanton maakte deel uit van het arrondissement Saint-Quentin. Het werd opgeheven bij decreet van 21 februari 2014, met uitwerking in maart 2015.

## Gemeenten
Het kanton Saint-Quentin-Centre omvatte enkel de gemeente:
- Saint-Quentin (deels)